# João Pereira (jogador de futebol, nascido em 1992)
João Jorge Gândara Mendes Pereira (6 de fevereiro de 1992) é um treinador de futebol português e antigo avançado. Após encerrar a carreira como jogador, tornou-se treinador e atualmente comanda o Casa Pia, clube que disputa a Primeira Liga.
Natural de Coimbra, João Pereira iniciou a sua formação na Académica de Coimbra, representando as equipas jovens do clube. Após um período como treinador dos sub-7, foi promovido à equipa principal para a época 2011-12. Na época 2013-14, Pereira representou também a equipa de futsal do Atómicos Sport Clube.

## Carreira de Treinador
Em 2012, Pereira iniciou a sua carreira como treinador ao integrar a equipa técnica do Mealhada, assumindo funções de adjunto de Tó Miranda. Dois anos depois, mudou-se para o Porto, onde passou a trabalhar com os sub-15. Mais tarde, juntou-se ao Padroense como adjunto dos sub-17, até ser nomeado treinador principal dos sub-17 da Académica em janeiro de 2018. 
A sua trajetória levou-o posteriormente ao comando dos sub-17 do Palmeiras FC. Em agosto de 2019, aceitou o convite para integrar a seleção de Moçambique como adjunto de Luís Gonçalves. Permaneceu na equipa técnica até março de 2021, altura em que deixou o cargo após a saída de Gonçalves.

## Amora SAD
Aos 30 anos, foi escolhido para liderar o Amora na Liga 3, assumindo o comando da equipa a 26 de junho de 2022.  Apesar de levar o clube à segunda fase da competição, falhou a promoção e, a 14 de junho de 2023, optou por não renovar contrato, saindo do clube.

## FC Alverca
A 24 de junho de 2023, assinou com o Alverca, também da Liga 3.  No final da época 2023-24, conduziu a equipa ao título, tornando-se o treinador mais jovem a conquistar um campeonato nacional em Portugal, aos 32 anos. Com esse feito, garantiu ainda a subida do clube à 2ª Liga após 19 anos.  No entanto, a 2 de junho de 2024, decidiu deixar o cargo. 

## Casa Pia AC
Mais tarde, deu o salto para a Primeira Liga, assumindo o comando do Casa Pia.  A sua estreia oficial aconteceu a 10 de agosto, frente ao Boavista. João Pereira entrou para a história como o segundo treinador mais jovem a estrear-se na primeira divisão portuguesa, ficando apenas alguns meses atrás de André Villas-Boas, que fez a sua estreia aos 32 anos, em 2009.

O Casa Pia atingiu vários recordes históricos na I Liga: conquistou o maior número de vitórias na competição, com 12 triunfos, e também estabeleceu o recorde de vitórias em casa, com 8 jogos ganhos. A equipa alcançou ainda o seu recorde de pontos na I Liga, somando 45 pontos, e marcou o maior número de golos na sua história na prova, com 39 tentos. Para além disso, igualou a melhor classificação de sempre do clube na I Liga, terminando em 9.º lugar. 
1. ↑  «João Pereira, treinador do Alverca, pode bater recordes de Siska e Juca». O Jogo. 6 de fevereiro de 2024. Consultado em 31 de março de 2025
2. ↑  Desportivo, Jornal (4 de setembro de 2024). «João Pereira: «Somos competentes para levar o Casa Pia para a frente»». Jornal Desportivo. Consultado em 31 de março de 2025
3. ↑  «Luís Gonçalves despedido do cargo de selecionador moçambicano de futebol». Expresso das Ilhas. Consultado em 31 de março de 2025
4. ↑  «AMORA»» Mudanças na estrutura da SAD». JORNAL DE DESPORTO. Consultado em 31 de março de 2025
5. ↑  «João Pereira será o novo comandante». Consultado em 31 de março de 2025
6. ↑  «ALVERCA FAZ HISTÓRIA: CAMPEÃO DA LIGA 3 COM JOÃO PEREIRA AOS 32 ANOS - TV Guadiana». 13 de maio de 2024. Consultado em 31 de março de 2025
7. ↑  Oliveira, Mário Cagica (2 de junho de 2024). «Alverca confirma saída de João Pereira após a conquista da Liga 3». Bola na Rede. Consultado em 31 de março de 2025
8. ↑  Lusa, Agência. «Casa Pia oficializa ex-Alverca João Pereira como novo treinador». Observador. Consultado em 31 de março de 2025
9. ↑  https://jornal-desportivo.pt/2024/09/04/joao-pereira-casa-pia/
10. ↑  «João Pereira bate recorde de pontos do Casa Pia: «Fizemos história e era algo que queríamos»». www.record.pt. Consultado em 26 de maio de 2025
11. ↑  Abola.pt (12 de maio de 2025). «Mais uma semana, mais um recorde para o Casa Pia | Abola.pt». Abola.pt. Consultado em 26 de maio de 2025